# نوكيا E66

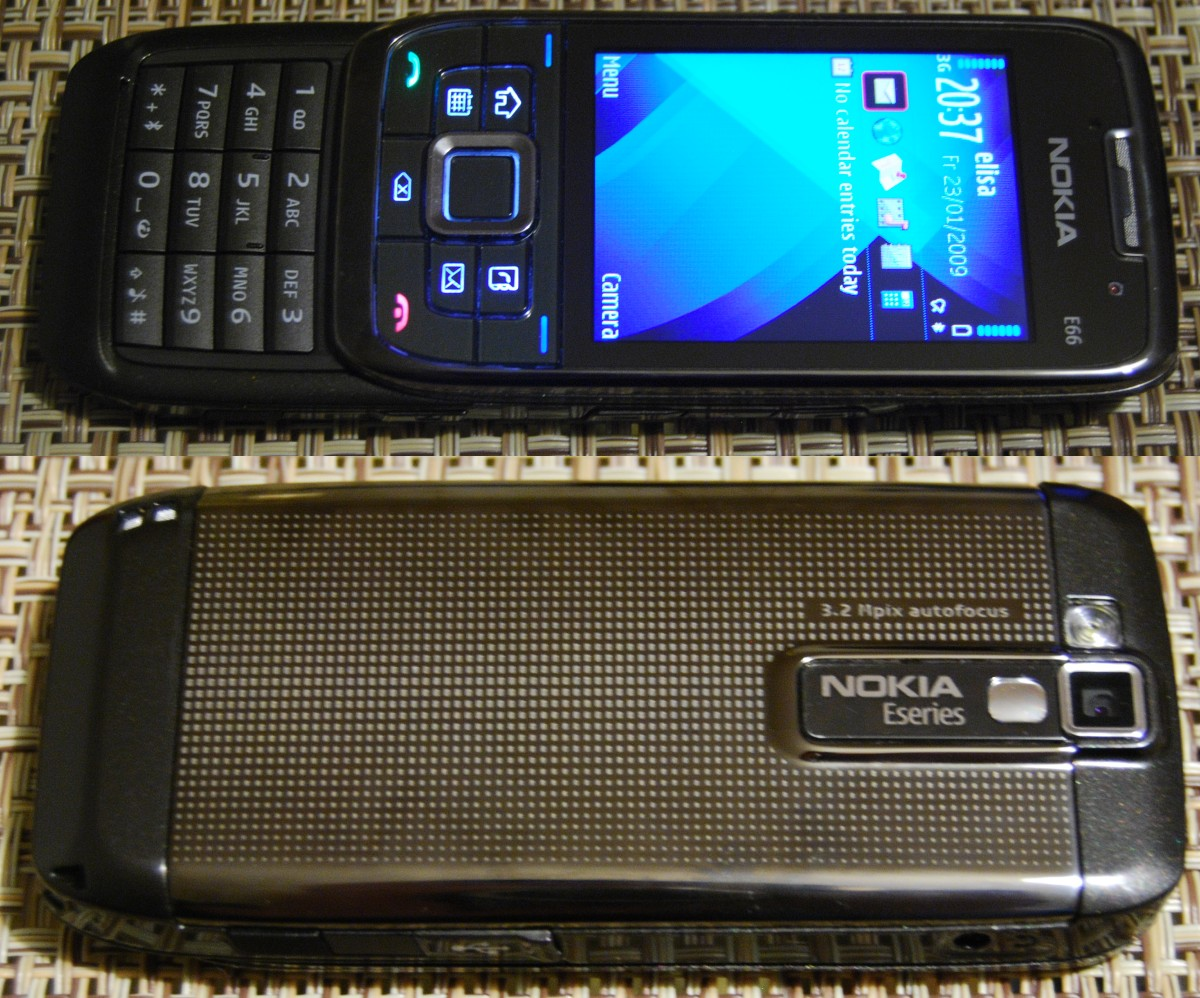
نوكيا E66

نوكيا E66، هو إحدى الأجهزة الحديثة التي قدمتها نوكيا في الآونة الأخيرة. تمتاز فئة E من نوكيا بأنها تستهدف شريحة رجال الأعمال أكثر من المستخدمين الذين يبحثون عن أجهزة للترفيه.

## مواصفات
يحتوي الجهاز على العديد من المواصفات التي تميزه عن بقية الأجهزة من نفس الفئة وهنا بعض المواصفات المهمة في هذا الجهاز:
- يفتح بطريقة الانزلاق Slide
- كاميرا 3.2 ميجا بيكسل
- كاميرا من الأمام لمكالمات الفيديو
- بلوتوث
- إنترنت لاسلكي Wireless internet (Wifi)
- حساس الحركة
- نظام تحديد المواقع والملاحة
- متوفر بلونين (أبيض ورمادي وأحمر)
- منفذ أشعه تحت الحمراء IR

## عيوب
لا يقارن هذا الجهاز بأي من أجهزة فئة N من ناحية الصوت «السماعة الخارجية» لأن أجهزة الـ N صممت لتخدم المستخدمين الباحثين عن الترفيه.
كما أن أغلب البرامج المصممة لتعمل على الأجهزة المتوافقة مع N95 لا تعمل على هذا الجهاز.